# Mikuljača
Mikuljača je brdo iznad Mostara, iznad naselja Ilića sa zapadne strane. Najviša kota je na 647 metara nadmorske visine. Jedno od brda koje okružuju Mostarsku kotlinu. Južno je Žovnica.
Na vrhu Mikuljače je radiotelevizijski odašiljač. 17. veljače 2000. godine takozvane stabilizacijske snage međunarodne zajednice provele su sramnu akciju zatvaranja televizije Erotel. Na Mikuljači su prekinuli Erotelov signal, čime je onemogućen bilo kakvo emitiranje programa ove televizije na hrvatskome jeziku. Tako su Hrvati u Bosni i Hercegovini ostali bez svog najjačeg medija.
Do vrha Mikuljače vodi put, a podno Mikuljače je u Ilićima vrelo Radobolje. 